# 愛媛県道57号広見三間宇和島線
愛媛県道57号広見三間宇和島線（えひめけんどう57ごう ひろみみまうわじません）は、愛媛県北宇和郡鬼北町永野市と宇和島市伊吹町を結ぶ主要地方道（愛媛県道）である。

## 概要
路線名の「広見」は、鬼北町の旧自治体名であった広見町であり、同じく「三間」は、宇和島市の新設合併前の旧自治体であった三間町に、また「宇和島」は平成の大合併以前の旧宇和島市にそれぞれ由来する。
1994年（平成6年）までは愛媛県道3号宇和島中村線の一部だった。

### 路線データ
- 起点: 北宇和郡鬼北町永野市（国道320号交点）
- 終点: 宇和島市伊吹町（国道56号交点）
- 総延長: 15.3 km[1]

## 歴史
- 1993年（平成5年）5月11日 - 建設省（現・国土交通省）から、主要県道宇和島中村線の一部が広見三間宇和島線として主要地方道に指定される[2]。
- 1994年（平成6年）4月1日 - 愛媛県と高知県が主要地方道3号宇和島中村線を廃止。愛媛県が主要地方道57号広見三間宇和島線を認定。

## 地理

### 通過する自治体
- 北宇和郡鬼北町
- 宇和島市

### 交差する道路
- 国道320号（国道381号重複。起点）
- 愛媛県道316号奈良近永線（北宇和郡鬼北町近永）
- 愛媛県道278号伊予宮野下停車場務田線（宇和島市三間町迫目）
- 愛媛県道31号宇和三間線（宇和島市三間町務田）
- 国道56号（終点）

### 周辺の施設
- 愛媛県立北宇和高等学校
- JR予土線 務田駅